# PuTTY
PuTTY je klient protokolů SSH, Telnet, rlogin a holého TCP. Dříve byl dostupný jen pro Windows v současnosti je dostupný i pro různé UNIXové platformy (tak i pro několik jiných platforem jako neoficiální port). Původně ho napsal a vyvíjel Simon Tatham. PuTTY je svobodný software, šířený pod licencí MIT.
Verze 0.58 (z dubna 2005) obsahuje několik nových vlastností jako vylepšena podpora Unicode pro mezinárodní znaky a písma zprava doleva nebo oběma směry.
Před 0.58 byly vydané tři verze (0.55-0.57) opravující významné bezpečnostní díry předcházejících verzí, některé umožňující kompromitaci klienta ještě před autentizací serveru.
Některé z vlastností PuTTY:
- ukládání informací o serverech a nastavení
- výběr protokolu SSH a šifrovacího klíče
- klienti příkazového řádku SCP a SFTP (nazývají se pscp a psftp)
- možnost forwardování portů s SSH, včetně vestavěného forwardování X11.

## Význam názvu
Vyjádření autora v FAQ k významu názvu PuTTY:
„PuTTY“ je název populárního SSH a Telnet klienta. Libovolný jiný význam je na pozorovateli. Říká se, že „PuTTY“ je antonymem „getty“ nebo že je to věc, která dělá Windows užitečnými, nebo že je to plutoniový dálnopis. Není možné, abychom takováto vyjádření komentovali.

## Části programu
Jednotlivé funkce programu zajišťuje několik programů:
- PuTTY - vlastní Telnet a SSH klient
- PSCP - SCP klient
- PSFTP - SFTP klient
- PuTTYtel - Telnet klient
- Plink - program zajišťující šifrované spojení
- Pageant - agent pro správu autentizačních klíčů
- PuTTYgen - program pro generování RSA a DSA klíčů